# Anilaios und Asianios
Anilaios und Asianios waren ein jüdisches Bruderpaar, das im ersten Jahrhundert nach Christus plündernd durch Babylonien zog, das damals zum Partherreich gehörte, und einen semi-autonomen Staat errichtete. Dies führte zu einem der ersten großen Massaker an Juden, bei dem angeblich 50.000 von ihnen getötet wurden. Ihre Geschichte ist bei Flavius Josephus überliefert.
Anilaios und Asianios waren Waisenkinder, die bei einem Weber aufwuchsen, aber vor ihm flohen, als sie für etwas bestraft werden sollten. Sie wurden Räuber, erpressten Schutzgelder und wurden schnell wohlhabend. Der lokale parthische Satrap wurde auf sie aufmerksam und sandte ein Heer gegen sie, das jedoch geschlagen wurde. Hierauf wurde der parthische König Artabanos II. auf sie aufmerksam, ließ beide an den Hof kommen und gewährte ihnen die Freiheit und eine gewisse Autonomie, vor allem, um rebellierende Satrapen in Schach zu halten.
Für die folgenden 15 Jahre konnten sie eine Art Vasallenstaat halten und begannen sogar, Festungen zu bauen, doch wurde ihre Herrschaft als tyrannisch empfunden. Ihr Untergang wurde durch die Gemahlin von Anilaios eingeleitet, die er geheiratet hatte, nachdem Anilaios ihren früheren Gemahl umgebracht hatte. Diese Frau wurde von Asianios verachtet, da sie trotz der Heirat weiterhin heidnischen Bräuchen folgte und dies von Anilaios toleriert wurde. Schließlich vergiftete sie Asianios. Anilaios übernahm nun die alleinige Führung und fuhr weiterhin fort, babylonische Dörfer zu plündern, die unter der Obhut des Satrapen Mithridates standen, eines Schwiegersohns von Artabanos II. Anilaios konnte Mithridates gefangen nehmen, tötete ihn aber nicht, um nicht Artabanos II. zu sehr zu verärgern. Mithridates gewann daraufhin die Oberhand. Anilaios zog sich in abgelegene Teile Babyloniens zurück, wo er weiter Dörfer plünderte, aber schließlich von aufgebrachten Einheimischen umgebracht wurde.
Nach dem Tod von Anilaios fürchteten die Juden Babyloniens die Verfolgung der Einheimischen und flüchteten nach Seleukia am Tigris, wo sie hofften, in Frieden zwischen Griechen und Syrern – und nicht Babyloniern – leben zu können, was sich jedoch als Fehleinschätzung herausstellen sollte. Fünf Jahre später sollen sich nämlich die Einwohner der Stadt gegen die Juden gewandt haben und 50.000 von ihnen getötet haben. Nur wenige entkamen diesem Massaker.

## Antike Quellen
- Flavius Josephus, Jüdische Altertümer 18,310-378.